# Jubula lettii
Mocho-de-crina ou coruja-de-crina (Jubula lettii) é uma espécie de ave estrigiforme pertencente à família Strigidae.